# Jerônimo de Praga
Jerônimo de Praga (Praga, 1379 – Constança, 30 de maio de 1416) foi o principal discípulo e o mais devotado amigo de Jan Huss, o célebre reformador religioso tcheco.

## Formação acadêmica

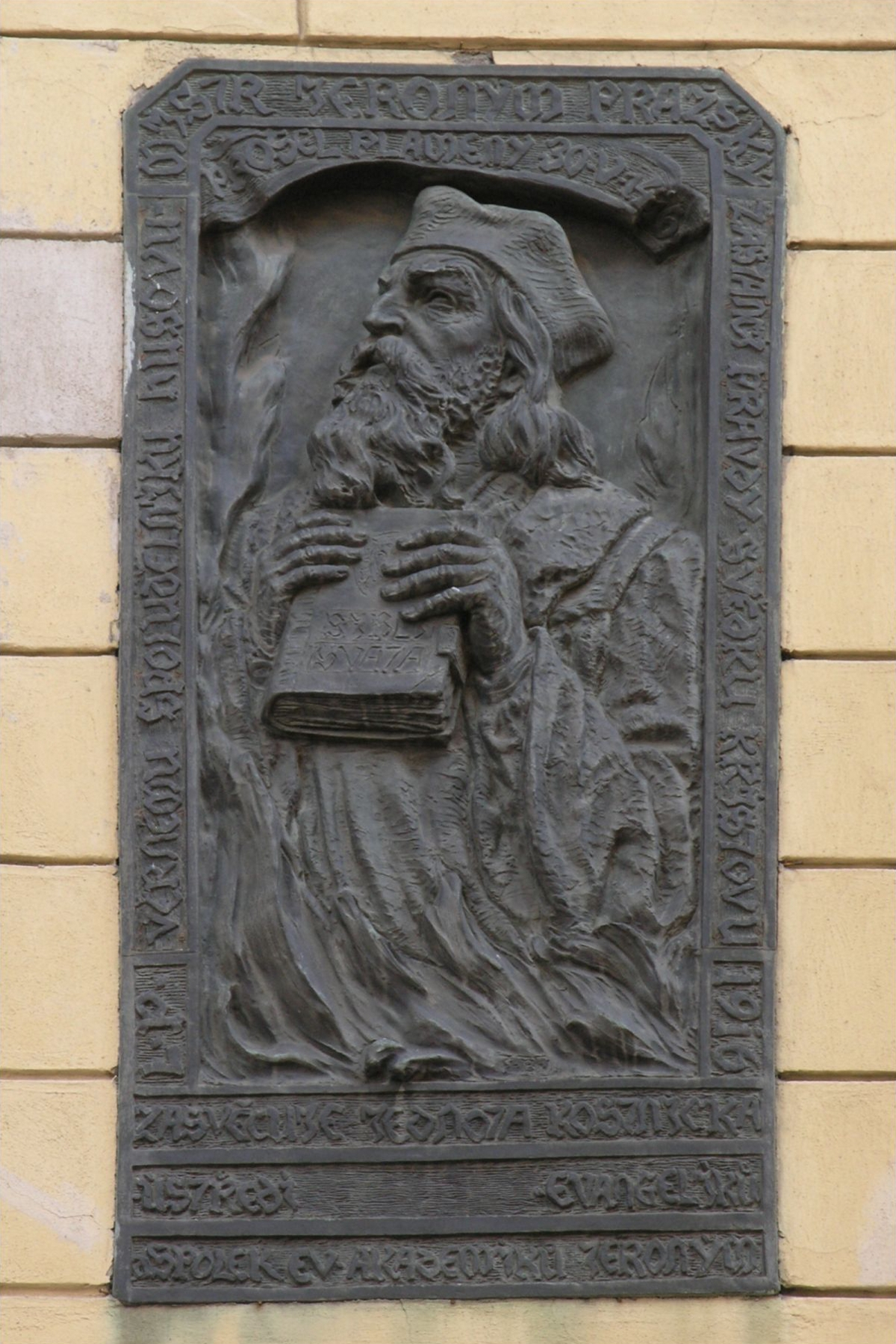
Jerônimo de Praga

Nasceu em Praga, filho de família de posses. Após tornar-se bacharel na Universidade de Praga em 1398, no ano seguinte iniciou viagens por boa parte da Europa. Em 1402 visitou a Inglaterra e esteve na Universidade de Oxford, onde estudou e copiou as obras Dialogus e Trialogus de John Wycliffe e interessou-se pelo movimento lolardo, inspirado pelo mesmo Wyclif no século anterior. Em 1403 ele foi a Jerusalém e em 1405 estudou na Universidade de Paris, onde obteve o grau de Mestre. Em 1406 Jerônimo de Praga obteve o mesmo grau na Universidade de Colônia e, um pouco depois, na Universidade de Heidelberg, ambas na atual Alemanha.

## Defendendo a Reforma Religiosa
Em 1407 esteve por pouco tempo em Oxford novamente, para voltar novamente a Praga nos anos seguintes, onde suas posições nacionalistas começavam a provocar perseguições por parte da Igreja. Em janeiro de 1410, fez pronunciamentos em favor das filosofias de Wyclif, o que foi citado contra si no Concílio de Constança, quatro anos mais tarde. Em março de 1410, foi editada uma bula papal contra os escritos de Wyclif, o que causou a prisão de Jerônimo em Viena e sua excomunhão da Igreja pelo Bispo de Cracóvia. Conseguindo escapar, voltou a Praga, passando a defender publicamente as teses de reforma da Igreja pregadas por Jan Huss, que por sua vez reforçavam muitas das teses de John Wyclif. Em 1413 Jerônimo de Praga visitou as cortes da Polônia e da Lituânia, causando profunda impressão por seu diferenciado saber e eloqüência.

## No Concílio de Constança

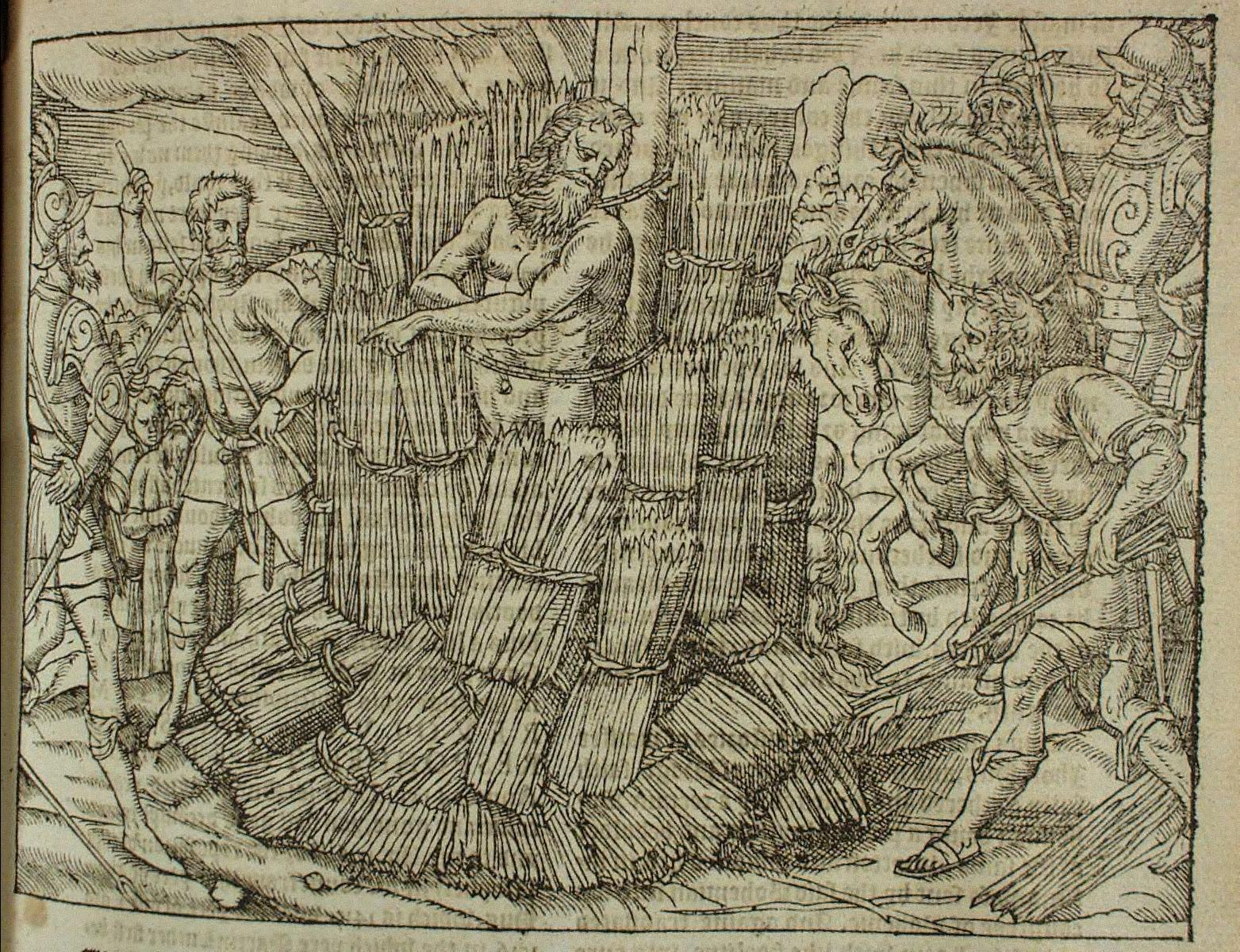
Martírio de Jerônimo de Praga, do Livro de Mártires de John Foxe (1563)

Quando Jan Huss viaja para o Concílio de Constança, em outubro de 1414, Jerônimo lhe assegura que o seguiria para ajudá-lo, caso fosse necessário, promessa que logo lhe faria chegar a Constança, em 4 de abril de 1415. Ao contrário de Huss, que obtivera um salvo-conduto para proteger-se, Jerônimo nada possuía para defender-se, razão pela qual os amigos insistiam para que voltasse a Praga. Em 20 de abril foi preso e enviado a Sulzbach, retornando a Constança em 23 de maio para ser imediatamente processado pelo Concílio.
Sua condenação, como a de Huss, já estava pré-determinada, tanto em conseqüência de seu apoio a muitas das idéias de Wyclif (embora discordasse de algumas) quanto por sua aberta admiração por Huss. Assim, não teve a oportunidade de defender-se em um julgamento justo. As condições de sua prisão eram tão severas que ele ficou seriamente doente, tendo sido induzido a retratar-se em duas reuniões públicas do Concílio (11 e 23 de setembro de 1415). As palavras colocadas em sua boca nessas ocasiões fizeram-no renunciar aos ensinos de Wyclif e Huss. Mas em pouco tempo se arrependeu de sua palavras e no mesmo concilio foi condenado por heresias por que era contra as ideias da igreja(que no caso era católica).  Em 28 de maio, ele veementemente retratou-se de sua retratação, sendo finalmente condenado por heresia em 30 de maio e queimado na fogueira ainda no mesmo dia.

## Legado
Suas extensas viagens, sua ampla erudição, sua eloquência, sua inteligência e sabedoria fizeram dele um formidável crítico da degenerada Igreja daqueles tempos, que chegou a possuir três papas ao mesmo tempo (ver Cisma Papal). Foram essas qualidades que fizeram repercutir suas profundas críticas à Igreja, contribuindo, mais que qualquer heresia, para sua condenação à morte. Sua morte ocorreu menos de um ano após a morte de Huss, contribuindo para inflamar o movimento nacionalista da Boêmia, que resultou em uma série de movimentos armados conhecidos como guerras hussitas. Jerônimo de Praga, assim como Jan Huss e John Wyclif, é considerado precursor da Reforma Protestante que ocorreria no século XVI.